# Лакшминкара
Лакшминкара е индийски Ваджраяна будистки учител – жена (Дакини), почитана като една от 84-те Махасидхи на Индия. Тя се ражда като по-малка сестра на крал Индрабодхи, владетел да будисткото кралство Удияна. Още от ранната си младост тя получава всички възможности за задълбочено изучаване и практикуване на Будистките учения. Едва на петнадесет годишна възраст тя е обещана за съпруга на престолонаследника на съседното хиндуистко кралство – политически ход, на който тя решава да се подчини за да упражни практиката си при трудни и неблагоприятни условия. При своето пристигане в новото си кралство обаче тя установява, че там нравите включват лова на дивеч включително като кралско забавление и при тези условия тя не би могла по никакъв начин да продължи духовната си практика. Притисната от обстоятелствата тя намира единствения възможен начин да избегне нежелания брак като се престори на луда. Това естествено ѝ коства не само привилегиите на висшата каста към която принадлежи, но също и пълно изгнание от обществото и труден скитнически живот из горите на Индия. Освен тежко наказание за нея това е и възможност за интензивна медитация и само след седем години тя вече е напълно реализиран учител. Скоро около нея започват да се събират първите ученици. Много години по-късно по време на пътешествие покрай пещерата ѝ преминава бащата на принца, за когото тя така и не се омъжва, а той все така бил действащият крал. Кралят бил силно вдъхновен от нейното просветлено сияние и веднага пожелава да ѝ стане ученик. Лакшминкара му препоръчва да приеме за гуру нейният най-добър ученик, който се оказва сред най-ниско поставената прислуга в собствения му дворец. В крайна сметка кралят става отдаден медитатор и в цялото кралство се практикували ученията на Буда.

## Виншни препратки
www.exoticindiaart.com